# 王丘
王 丘（おう きゅう、生年不詳 - 743年）は、唐代の官僚。字は仲山。本貫は相州安陽県。

## 経歴
太子左庶子の王同晊の子として生まれた。11歳のとき、童子挙に及第し、文章を作る能力で抜擢された。弱冠にして、さらに制挙に応じ、奉礼郎に任じられた。志と行いが清潔で、詞賦を得意としたことから、左庶子の王方慶や御史大夫の魏元忠に推薦された。長安年間、偃師県主簿から抜擢されて、監察御史に任じられた。
開元初年、王丘は官を重ねて考功員外郎となった。先立って考功による人士の選挙は請託が横行しており、及第者は毎年数百人に及んでいた。王丘が実際の能力によって選抜したため、及第者は100人に満たなくなった。王丘は三度官を異動して中書舎人となった。知制誥をつとめたまま、朝散大夫の位を加えられ、二度官を異動して吏部侍郎となった。選挙をつかさどること累年におよび、人事の公平なことで知られた。王丘の推挙により山陰県尉の孫逖・桃林県尉の張鏡微・湖城県尉の張晋明・進士の王冷然らが抜擢登用されたが、いずれも当時に優秀なことで知られた。まもなく王丘は尚書左丞に転任した。
開元11年（723年）、王丘は黄門侍郎に任じられた。この年、山東で旱害が起こり、朝臣から刺史を選抜して貧民を安撫することになると、王丘は懐州刺史として出向した。中書侍郎の崔沔ら数人も山東諸州の刺史となったが、みないずれも称すべき功績がなかった。ひとり王丘だけが在職して清廉で厳正であり、民衆や官吏たちもかれを畏敬し慕った。まもなくさらに王丘は吏部選事を分知し、入朝して尚書左丞となった。父が死去したため、辞職して喪に服した。喪が明けると、知制誥のまま右散騎常侍の位を受けた。
開元21年（733年）、侍中の裴光庭が病没すると、中書令の蕭嵩は王丘と旧知だったため、王丘を知政事に推薦しようとした。王丘はこれを知って固辞し、代わりに尚書右丞の韓休を推したので、蕭嵩も韓休を推薦する上奏をおこなった。韓休が宰相となると、王丘を崔琳に代わる御史大夫として推薦した。王丘は訥弁であったため、上奏の多くが玄宗の意にかなわなかった。まもなく太子賓客に転じ、父の宿預県男の爵位を嗣いだ。ほどなく病のため礼部尚書に任じられて、そのまま致仕を許された。
天宝2年（743年）、死去した。荊州大都督の位を追贈された。諡は文といった。

## 伝記資料
- 『旧唐書』巻100 列伝第50
- 『新唐書』巻129 列伝第54